# Myopterus daubentonii
Myopterus daubentonii är en fladdermusart som beskrevs av Anselme Gaëtan Desmarest 1820. Myopterus daubentonii ingår i släktet Myopterus och familjen veckläppade fladdermöss. IUCN kategoriserar arten globalt som otillräckligt studerad. Inga underarter finns listade i Catalogue of Life. Wilson & Reeder (2005) skiljer mellan 2 underarter.
Arten förekommer i västra och centrala Afrika från Senegal till östra Kongo-Kinshasa. Den lever i låglandet och i bergstrakter upp till 1250 meter över havet. Individer hittas vanligen i galleriskogar, vid kanten av större skogar och i savanner med trädgrupper. Fladdermusen vilar i trädens håligheter.